# Ксавер Шандор Ђалски
Љубомир Бабић (Гредице, 26. октобар 1854 — Гредице, 9. фебруар 1935), познатији под уметничким псеудонимом Ксавер Шандор Ђалски, био је хрватски и југословенски правник, политичар и књижевник. Био је велики жупан Загребачке жупаније од 1909. до 1920.

## Биографија
Један од најтипичнијих хрватских књижевника друге половине 19. и почетка 20. века, Ксавер Шандор Ђалски, правим крштеним именом Љубомир Бабић, рођен је 26. октобра 1854. године у Гредицама у Хрватском загорју, од оца загорског властелина Тита Бабића. Предикат Ђалски је преузео од ујака, племића Шандора Ђалског из места Псарјево, који је био присталица покрета хрватског препорода Људевита Гаја. Касније ће то младом писцу Бабићу бити књижевни псеудоним, допуњен са Ксавер Шандор.
Рођење у племићкој породици ће знатно утицати на избор његових књижевних тема. Јавља се у књижевности од 1884. године, објављујући у часопису "Вијенац" у Загребу. За роман "У ноћи" награђен је првом наградом. У својим приповеткама "Под старим крововима“, „За материнску ријеч“ (слике из 1848) и „На рођеној груди“, он је не само хроничар, већ и осетљиви лирик, те истанчан и зрео уметник. До изражаја долази његов емоционални однос према природи и загорском ладању.
Похађао је гимназију у Вараждину, а студије права у Загребу и Бечу. После студија права прихватио је државну службу, био управни чиновник. Али као патриота, због својих ставова био је од стране режима прогањан и пензионисан (пре времена). Био је активан међу хрватским правницима, биран за потпредседника хрватског Правничког друштва.
Писао је под утицајем славног писца Тургењева; Ђалски је увео у хрватску књижевност "руски реализам", који је унапредио нарочито новелистику. Код писца се разликују три стваралачка правца: патриотски, чисто уметнички и субјективни-лични. Тај трећи правац осветљава тајну његове душе; показује да је био опчињен мистичним спиритизмом и Шопенхауеровом филозофијом.
За време хрватско-српске коалиције, био је народни посланик у Хрватском сабору и делегат у Угарско-хрватском сабору у Пешти. Био је 1906. године Љуба Бабић Ђалски кандидат на листи "Здружене хрватске и српске опозиције" у Петрињи. Изабран је тада у хрватски сабор, у његову "доњу кућу" (дом) као члан Хрватске напредне странке. На следећим изборима 1910. године, он у оквиру исте политичке групације учествује као кандидат у Јастребарском. Слови се тада за књижевника у Гредицама, властелинству крај Загреба.
По завршетку Прве југословенске изложбе у Београду 1904. године, хрватски новелист Љубомир Ђалски је добио Орден Св. Саве III реда. Учествовао је као представник хрватског књижевног друштва, на састанку југословенских књижевника и новинара одржаном у Београду 6-8. новембра 1905. године. Изабран је исте 1905. године за дописног члана Српске Краљевске академије у Београду. Био је сарадник београдског "Српског књижевног гласника" (1906) и новосадског "Стражилова" (1887). Био је члан Матице словеначке у Љубљани и Матице српске у Новом Саду. Српска књижевна задруга је објавила његово дело пре Првог светског рата.
Велики жупан Загребачке жупаније постао је 1917. године. После Првог светског рата је постао прво члан хрватског Народног вијећа, а потом и члан Народног представништва у Београду. Изабран је за почасног грађанина града Загреба. Његову педесетогодишњицу књижевног рада обележили су достојно априла 1927. године Друштво хрватских књижевника и Хрватски ПЕН клуб у Загребу. Одликован је 1927. године Орденом Св. Саве I реда као "књижевник из Загреба". Живео је тај "Нестор хрватске књижевности" углавном на свом поседу са дворцем (замак) у Гредицама где је октобра 1934. године прославио осамдесет година живота. Ту је и умро књижевник племићког рода почетком 1935. године.
Ђалски се окушао и у многим другим темама и мотивима, обухвативши готово читаву друштвену проблематику својега доба. Написао је тако и оперу "Маричон". Био је у друштву са Дежманом уредник хрватског листа "Вијенац", (од 1903) који је под њиховим упливом (модерниста) био знатно унапређен. Остаје забиљежен као први критичар и уопште први хрватски писац који је покушао дати свеобухватну литерарну синтезу хрватског друштва у коме је живео.

## Књижевни рад
Представник је најпознатијих приповедача у доба реализма. Називан је "Хомер Загорја", јер је на много начина осликао Хрватско Загорје. Његова прва новела (лат. „Illustrissimus Battorych“) је штампана у Вијенцу 1884. Написао је књиге приповедака:
- Под старим крововима (1886)
- Три приповијести без наслова (1887)
- Биједне приче (1889)
- Из варвеђијских дана (1891)
- Мале приповијести (1894)
- Причање старе артије(1898?)
- Диљем дома (1899)

Написао је и романе:
- У ноћи (1887), коју је прештампао из Вијенца (1886)
- Ђурђица Агићева (1903) из Вијенца (1886)
- Јанко Бериславић (Вијенац 1887)
- На рођеној груди (1890)
- Освит (1902)
- Радмиловић (Вијенац 1894)
- За материнску ријеч (1906)

Свој књижевни рад је штампао под насловом Сабрана дела Кс. Ш. Ђалског 1913. године.